# Dryopteris maxonii
Dryopteris maxonii là một loài thực vật có mạch trong họ Dryopteridaceae. Loài này được Underw. & C. Chr. miêu tả khoa học đầu tiên năm 1911.